# Werner Kudlich
Werner Kudlich (geboren am 19. November 1903 in Troppau, Österreich-Ungarn; gestorben 13. April 1945 in Kulmbach) war ein sudetendeutsch-tschechoslowakischer Kunsthistoriker und Direktor des Schlesischen Landesmuseums in Troppau.

## Wirken
Kudlich war der Sohn des Juristen Walther Kudlich (1857–1930), von 1908 bis 1919 Bürgermeister von Troppau, und seiner Frau Sofia, der Tochter eines Notars. Sein älterer Bruder Reinhart Kudlich (1902–1943) war Mitglied der Sudetendeutschen Partei (SdP), ab 1, November 1938 der NSDAP und später auch der Waffen-SS sowie von 1938 bis 1943 Bürgermeister von Troppau.
Kudlich besuchte nach der Volksschule das Gymnasium in Troppau und studierte danach Kunstgeschichte, Germanistik und Philosophie an den Universitäten in München und Prag. 1928 wurde er an der Deutschen Universität Prag promoviert. Anschließend trat er eine Stellung am Schlesischen Landesmuseum an und kümmerte sich um die archäologischen, historischen und künstlerischen Sammlungen. Nach der Pensionierung von Edmund Wilhelm Braun im Jahr 1935 wurde Kudlich wissenschaftlicher Leiter des Instituts und schrieb Beiträge für das Allgemeine Lexikon der Bildenden Künstler von der Antike bis zur Gegenwart. Nach der Besetzung des Gebietes durch die Nationalsozialisten im Jahr 1938 blieb er Direktor des in „Reichsgaumuseum“ umbenannten Museums und wurde 1939 Sonderbeauftragter für die Sicherung von Kunst- und Kulturgütern sowie 1942 Ehrenkommissar für Kunstangelegenheiten. Am 4. Januar 1939 beantragte er die Aufnahme in die NSDAP und wurde rückwirkend zum 1. Dezember 1938 aufgenommen (Mitgliedsnummer 6.825.517). Als solcher beteiligte er sich an einem Sonderkommando der SS unter der Leitung von Kajetan Mühlmann, das für die Plünderung der Kunstsammlungen in den westlichen Gebieten Polens, hier insbesondere der Stadt Krakau, und Teilen der Sowjetunion verantwortlich war. Die geraubten Kunstwerke wurden ins Reichsgebiet überführt. Für seine Mittäterschaft wurde er laut Josef Gebauer später als NS-Kriegsverbrecher eingestuft. Er kam im April 1944 als Unterscharführer von der Estnischen Freiwilligen Division zum SS-Hauptamt, wo er Schriftleiter der Zeitschrift „Das Bild“ war. Er fiel beim Einmarsch der Amerikaner in die Stadt Kulmbach.
Er war verheiratet und lebte mit seiner Frau Gretl (geborene Greta Fuchs) im Haus seines Vaters in Troppau. Das Paar hatte mehrere Kinder, darunter Jörg Kudlich.

## Schriften (Auswahl)
- Zwei unbekannte Werke Pierino da Vinci’s. In: Sborník k šedesátým narozeninám E. W. Brauna. Augsburg 1930, S. 90–92.
- Drei Darstellungen des Todes Mariae aus dem Oppaland. Ein Beitrag zur gotischen Plastik Schlesiens. In: Heimat und Volk. Forschungsbeiträge zur Sudetendeutschen Geschichte. Rohrer, Brümm / Prag / Leipzig / Wien 1937, OCLC 1074056420, S. 221–245.
- Ein Sudetendeutsches Museum (Zum Aufbau des sudetendeutschen Museumswesens). In: Volk an der Arbeit. Heft 7, 1938, S. 255–258.